# Arboret
Prin arboret (în engleză topgallant-mast) se înțelege partea unui arbore (catarg) compus, care se instalează pe arborele gabier. În majoritatea cazurilor, velierele au arboreții dintr-o singură bucată. 
Dacă un arboret este format din două bucăți, atunci prima parte se numește „arboretul zburătorului", iar a doua „arboretul rândunicii", după denumirile velelor ce se ridică pe acesta.